# Érize-la-Brûlée
Érize-la-Brûlée è un comune francese di 183 abitanti situato nel dipartimento della Mosa nella regione del Grand Est.

## Società

### Evoluzione demografica
Abitanti censiti